# グレゴワール・ヴィニュロン
グレゴワール・ヴィニュロン（Grégoire Vigneron）は、フランスの脚本家。

## 作品
- モリエール 恋こそ喜劇 Molière (2007)
- プチ・ニコラ Le Petit Nicolas (2009)
- アステリックスの冒険〜秘薬を守る戦い Astérix et Obélix : Au service de Sa Majesté (2012)
- プチ・ニコラ 最強の夏休み Les vacances du petit Nicolas (2014)
- パーフェクトマン 完全犯罪 Un homme idéal (2015)
- おとなの恋の測り方 Un homme à la hauteur (2016) ※アルゼンチン映画『Corazón de León』のリメイク